# Hot Girls Wanted (Film)
Hot Girls Wanted ist ein US-amerikanischer Dokumentarfilm über Amateur-Pornografie von Jill Bauer und Ronna Gradus. Das Format zeigt das Leben von 18- und 19-jährigen Amateur-Pornodarstellerinnen. Hot Girls Wanted feierte 2015 beim Sundance Film Festival seine Premiere und wurde am 29. Mai 2015 auf Netflix veröffentlicht.

## Handlung
Die Filmemacher begleiten fünf junge Frauen in Florida, die in der Pornobranche ihr Geld verdienen. Hauptsächlich widmet sich der Film dabei der Geschichte der 19-jährigen, ehemaligen Cheerleaderin Tressa. Die Kamera begleitet Tressa vom Einstieg in die Pornobranche bis zu ihrem desillusionierten Ausstieg. Auch Tressas Privatleben ist ein Thema, die Dokumentation zeigt ihre Eltern ebenso wie ihren Freund und zeigt, dass das Klischee, Pornodarstellerinnen würden aus einem zerrütteten, vernachlässigenden Umfeld kommen, nicht immer stimmt.
Des Weiteren zeigt der Film auf, wie sehr sich die Pornobranche durch den technischen Fortschritt und die Netzkultur, insbesondere die sozialen Medien, verändert hat.

## Rezeption
Mike Hale sah den Film für die New York Times und schrieb, die Szenen seien „authentisch und effektiv – banal, traurig, komisch, bizarr“ („authentic and effective – banal, sad, funny and weird“).
Aurora Snow beschrieb im The Daily Beast, die Dokumentation würde falsche Behauptungen aufstellen und ausschließlich ein stereotypisches, mit der Realität nicht übereinstimmendes Bild der Pornoindustrie wiedergeben.
Rachael Madori kam für Adult Video News zum Schluss, dass die Dokumentation die Situation von bezahlten Amateuren schlecht wiedergebe und dass die Dokumentation eindeutig unsinnige Situationen darstelle.
Chauntelle Tibbals bezeichnete die Dokumentation in Uproxx als stigmatisierend und warf den Machern vor, dass sie versuchen würden die Pornoindustrie zu degradieren.

## Hintergrund
Die Schauspielerin und Sängerin Rashida Jones, die den Film mitproduzierte, steuerte das Lied Wanted to Be Loved zum Soundtrack des Filmes bei.

## Serie
Als Fortsetzung der Dokumentation produzierten Jones, Gradus und Bauer 2017 für Netflix eine mit Hot Girls Wanted: Turned On betitelte sechsteilige Serie, die der Streaminganbieter zum 21. April 2017 in sein Angebot aufnahm.